# World Team Challenge 2007
Il World Team Challenge 2007 si è svolto il 29 dicembre alla Veltins-Arena di Gelsenkirchen.
La competizione si articola in due fasi: una prima gara in mass start e una seconda gara di inseguimento, con distacchi dimezzati. 

## Risultati
| Pos | Atleti                                  | Nazione  | Tempo     |
| --- | --------------------------------------- | -------- | --------- |
| 1   | Dmitri Jaroschenko e Jekaterina Jurjewa | Russia   | 1:03:48,8 |
| 2   | Ole Einar Bjørndalen e Tora Berger      | Norvegia | +0:31,6   |
| 3   | Michael Greis e Anne Preußler           | Germania | +0:45,2   |
| 4   | Halvard Hanevold e Solveig Rogstad      | Norvegia | +1:02,8   |
| 5   | Michael Rösch e Kati Wilhelm            | Germania | +1:10,0   |
| 6   | Simon Fourcade e Sylvie Becaert         | Francia  | +1:11,6   |
| 7   | Andreas Birnbacher e Kathrin Hitzer     | Germania | +1:11,9   |
| 8   | René-Laurent Vuillermoz e Michela Ponza | Italia   | +1:17,9   |
| 9   | Zhang Chengye e Liu Xianying            | Cina     | +1:25,6   |
| 10  | Alexander Wolf e Andrea Henkel          | Germania | +1:31,1   |
| 11  | Florian Graf e Susann König             | Germania | +1:45,1   |
| 12  | Vincent Defrasne e Sandrine Bailly      | Francia  | +1:59,2   |